# 圣加仑修道院
圣加仑修道院（德語：Fürstabtei Sankt Gallen）是瑞士圣加仑的一组文艺复兴风格的天主教建筑群。

## 历史
719年，圣Othmar在7世纪爱尔兰修士圣加卢斯隐修的地方创建了修道院，后来发展为欧洲最重要的本笃会修道院。在13世纪成为独立的采邑隱修院院長領國（1207-1798），直到1798年主教的世俗权力被取缔。
18世纪，圣加仑修道院仍是瑞士最大的宗教城邦，有77,000人口。

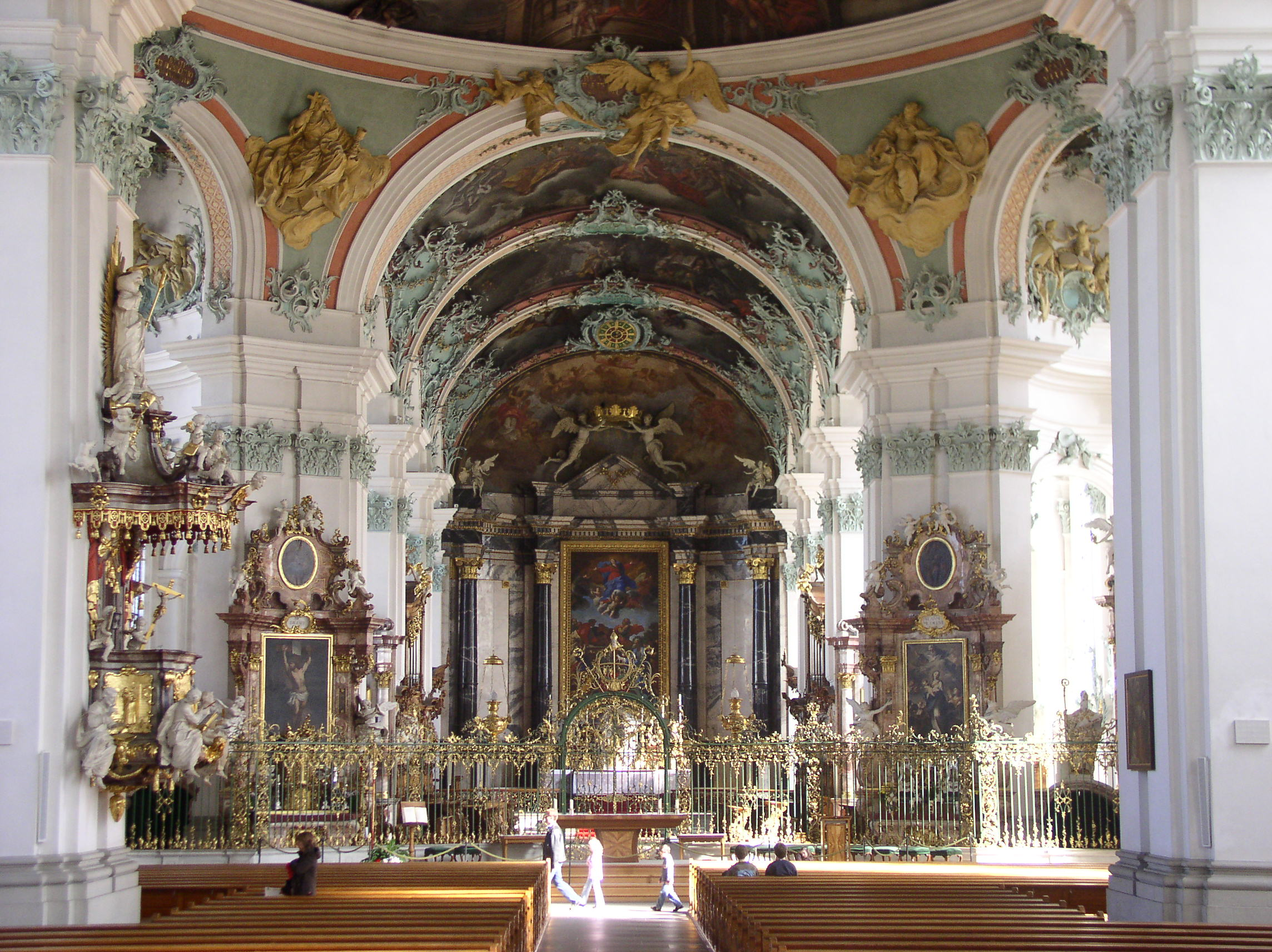
内部的巴洛克装饰

聖加侖修道院圖書館是中世纪世界收藏最丰富的图书馆之一。
1983年，圣加仑修道院列为世界文化遗产。

### 引用
1. ↑   "Abbey of St. Gall" in the 1913 Catholic Encyclopedia
2. ↑  Religious/Secular Land Holders在線上《瑞士歷史辭典》中的德文、法文或版詞條。
3. ↑  . www.e-codices.unifr.ch.   [2020-09-20]. （原始内容存档于2020-11-14）.
4. ↑  Centre, UNESCO World Heritage. . UNESCO World Heritage Centre.   [2020-09-20]. （原始内容存档于2020-12-14） （英语）.